# Pastores
Pastores – miasto w południowej części Gwatemali, w departamencie Sacatepéquez. Według danych statystycznych z 2002 roku liczba mieszkańców wynosiła 8615 osób. 
Pastores leży w odległości 6,5 km na północny zachód od stolicy departamentu – miasta Antigua Guatemala. Miasto zostało założone w XVI wieku przez hiszpańskiego konkwistadora Pedro de Alvarado i nosiło pierwotnie nazwę „San Dionisio Pastore”.
Pastores leży na wysokości 1602 m n.p.m. w pobliżu uśpionego obecnie potężnego wulkanu Volcán de Agua.

## Gmina Pastores
Miasto jest siedzibą władz gminy o tej samej nazwie, która jest jedną z szesnastu gmin w departamencie. W 2012 roku gmina liczyła 15 053 mieszkańców.
Gmina jak na warunki Gwatemali jest bardzo mała, a jej powierzchnia obejmuje zaledwie 19 km². Mieszkańcy gminy utrzymują się głównie z rolnictwa (uprawa kawy), produkcji butów oraz z rzemiosła artystycznego.